# Encrateola dominator
Encrateola dominator là một loài tò vò trong họ Ichneumonidae.